# Мій секрет
«Мій секрет» — розважальне шоу про секрети відомих людей України на телеканалі СТБ із ведучою Марією Єфросиніною.
Спецпроект вийшов 28 квітня 2021. Перший сезон розпочався 7 січня 2022.

## Історія
28 квітня 2021 о 18:05 вийшов спецпроект, де участь взяла Ірина Білик. Після цього проєкт перестав випускати нові випуски. А в грудні з'явилася інформація про те, що цей проєкт повернеться на телеекрани 7 січня 2022 року. 7 січня 2022 о 19:45 вийшло одразу 2 випуски. У першому випуску гостем був Кот Євген, а другий випуск був розширеною версією спецвипуску. Через тиждень — 14 січня 2022 вийшло ще два нових випуски проекту, де свої секрети розкривали актори телесеріалу «Кріпосна». У наступну п'ятницю, 21 січня 2022, мав вийти випуск зі Славою Камінською, але, через невідомі причини випуск у ефір не вийшов.

## Правила
За столом напроти одне одної сидять ведуча та запрошена відома особистість. Знаменитості пропонується шість блоків запитань. Тему обирається гостем. За правильну відповідь на кожний блок можна отримати від 5 до 10 тисяч гривень. Якщо гість дає неправильну відповідь, то гроші залишаються у організаторів шоу. Загалом, якщо відповісти на всі запитання правильно, то можна отримати 60 000 гривень. У кінці випуску до студії заносять скриньку з головним секретом того, хто знаходиться в студії. Якщо гість відповідає правильно, то сума грошей збільшується вдвічі. Якщо ж знаменитість відмовиться розкривати цей секрет, то зароблена сума не збільшується. Загалом гість може отримати 120 000 гривень. Всі гроші віддаються на благодійність.

## Факти
- Спецвипуск отримав рейтинг 2.3 і частку 11.6, а також увійшов до десятки кращих програм тижня[1].
- За всю історію шоу свій головний секрет розкрила лише Ірина Білик.

## Сезони
| Сезон | Сезон      | Епізоди    | Оригінальні покази | Оригінальні покази |
| Сезон | Сезон      | Епізоди    | Прем'єра           | Фінал              |
| ----- | ---------- | ---------- | ------------------ | ------------------ |
|       | Спецвипуск | Спецвипуск | 28 квітня 2021     | 28 квітня 2021     |
|       | 1          | 4          | 7 січня 2022       | 14 січня 2022      |

## Список випусків

### Спецвипуск
| № серії | Учасник     | Виграш      | Прем'єра       |
| ------- | ----------- | ----------- | -------------- |
| 0       | Ірина Білик | 110 000 грн | 28 квітня 2021 |

### Перший сезон
| № серії | Учасник | Виграш                                        | Прем'єра      |
| ------- | --- | --------------------------------------------- | ------------- |
| 1       | Кот Євген | 40 000 грн                                    | 7 січня 2022  |
| 2       | Ірина Білик (розширена версія спецвипуску)                                                                                            | 110 000 грн                                   | 7 січня 2022  |
| 3-4     | Актори телесеріалу «Кріпосна»: Слава Красовська, Ганна Сагайдачна, Віктор Жданов, Олексій Яровенко, Наталія Денисенко, Тарас Цимбалюк | 60 000 грн (загальний виграш за дві програми) | 14 січня 2022 |

- Курсивом позначені суми грошей учасників, які розкрили свій головний секрет, але не отримали 120 000 гривень.
- Жирним позначена лише сума 120 000 гривень.